# 위그너 함수
위그너 함수(Wigner函數, Wigner function) 또는 위그너 준확률분포(Wigner 準確率分布, 영어: Wigner quasiprobability distribution)는 양자역학에서 계의 위상 공간 위에 존재하는 함수 또는 준확률분포다. 여기서 "준확률분포"라는 것은 일반 확률분포와 달리 위그너 분포는 음의 값을 가질 수 있기 때문이다.

## 역사
1930년에 폴 디랙이 발견하였고, 1931년에 베르너 하이젠베르크가 재발견하였으나, 이들은 이 함수가 무엇을 의미하는지 눈치채지 못하였다.
1932년에 유진 위그너가 이를 재발견하면서 이를 고전적 확률분포에 대응하는 일종의 양자역학적 확률분포로 해석하였다. 이후 장앙드레 비유(프랑스어: Jean-André Ville)가 1948년에 신호처리 이론에서 재발견하였다. 이후 1949년에 호세 모얄(스페인어: José Enrique Moyal)이 재발견하였으며, 위그너 함수만으로 양자역학을 재기술할 수 있음을 보였다.

## 정의
위그너 함수 P(x, p)는 다음과 같이 정의한다.
{\displaystyle P(x,p)={\frac {1}{\pi \hbar }}\int _{-\infty }^{\infty }\psi ^{*}(x+y)\psi (x-y)e^{2ipy/\hbar }\,dy\,}
여기서 ψ는 파동함수, x는 위치, p는 운동량이다. (위치와 운동량 대신 다른 정준켤레변수를 써도 된다.) 일반적으로는 밀도 행렬 ρ를 써 다음과 같이 쓸 수 있다.
{\displaystyle P(x,p)={\frac {1}{\pi \hbar }}\int _{-\infty }^{\infty }\langle x-y|{\hat {\rho }}|x+y\rangle e^{2ipy/\hbar }\,dy.}

## 같이 보기
- 하이젠베르크 군

## 참고 문헌
- E. Wigner, "On the quantum correction for thermodynamic equilibrium", Phys. Rev. 40 (June 1932) 749–759. doi:10.1103/PhysRev.40.749
- H. Weyl, Z. Phys. 46, 1 (1927). doi:10.1007/BF02055756
- H. Weyl, Gruppentheorie und Quantenmechanik (Leipzig: Hirzel) (1928).
- H. Weyl, The Theory of Groups and Quantum Mechanics (Dover, New York, 1931).
- H.J. Groenewold, "On the Principles of elementary quantum mechanics",Physica,12 (1946) 405–460. doi:10.1016/S0031-8914(46)80059-4
- J. Ville, "Théorie et Applications de la Notion de Signal Analytique", Cables et Transmission, 2A, 61–74 (1948).
- J. Moyal, "Quantum mechanics as a statistical theory", Proceedings of the Cambridge Philosophical Society, 45, 99–124 (1949). doi:10.1017/S0305004100000487
- W. Heisenberg, "Über die inkohärente Streuung von Röntgenstrahlen", Physik. Zeitschr. 32, 737–740 (1931).
- P. Dirac, "Note on exchange phenomena in the Thomas atom", Proc. Camb. Phil. Soc. 26, 376–395 (1930).
- C. Zachos, D. Fairlie, and T. Curtright, Quantum Mechanics in Phase Space ( World Scientific, Singapore, 2005) ISBN 978-981-238-384-6 .
- Gallery of rotating Wigner Functions 보관됨 2011-07-19 - 웨이백 머신
- Gallery of WFs 보관됨 2013-01-08 - 웨이백 머신
- Quantum Optics Gallery
- M. Levanda and V Fleurov, "Wigner quasi-distribution function for charged particles in classical electromagnetic fields", Annals of Physics, 292, 199–231 (2001). http://arxiv.org/abs/cond-mat/0105137
- Wigner Distribution Function and its relationship with geometric optics